# توماس مرت
توماس مرت (به انگلیسی: Thomas Mort) بازیکن فوتبال زادهٔ ۱ دسامبر ۱۸۹۷ اهل کشور انگلستان که سابقهٔ بازی در تیم ملی فوتبال انگلستان را در کارنامهٔ خود دارد. وی در تاریخ ۳ مارس ۱۹۲۴ نخستین بازی ملی خود را در مقابل تیم ملی فوتبال ولز انجام داد و با حضور در ۳ بازی ملی، در تاریخ ۱۷ آوریل ۱۹۲۶ واپسین بازی ملی‌اش را در برابر تیم ملی فوتبال اسکاتلند برگزار کرد.